# Världskarta

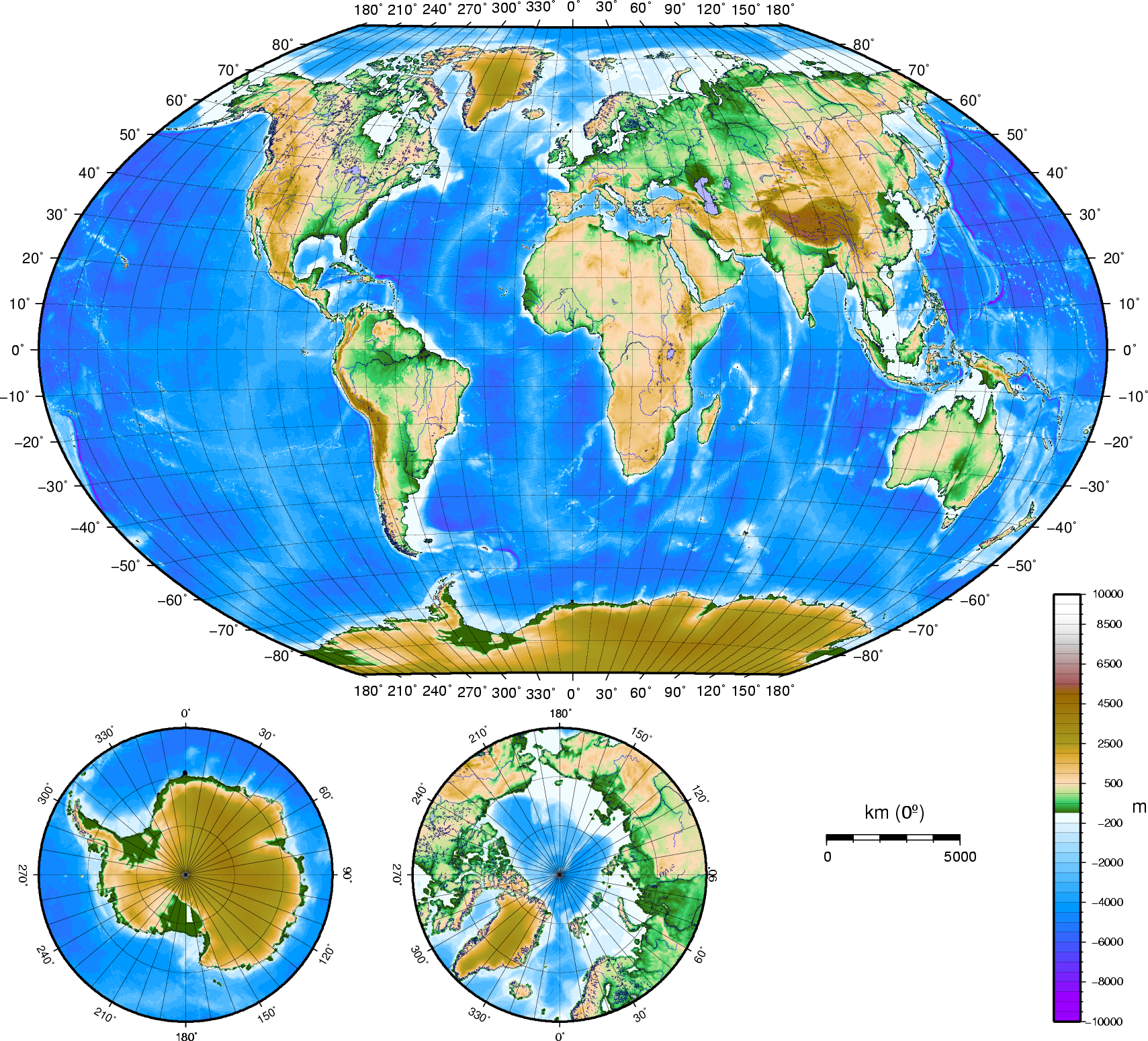
Topografisk världskarta

Politisk världskarta ca. 2019

En världskarta är en karta som föreställer hela, eller nästan hela jordens yta. Världskartor använder sig av en kartprojektion för att framställa en tvådimensionell bild av jordens tredimensionella yta. På grund av den stora yta som världskartor täcker uppstår alltid förvrängningar av olika slag.

## Projektioner

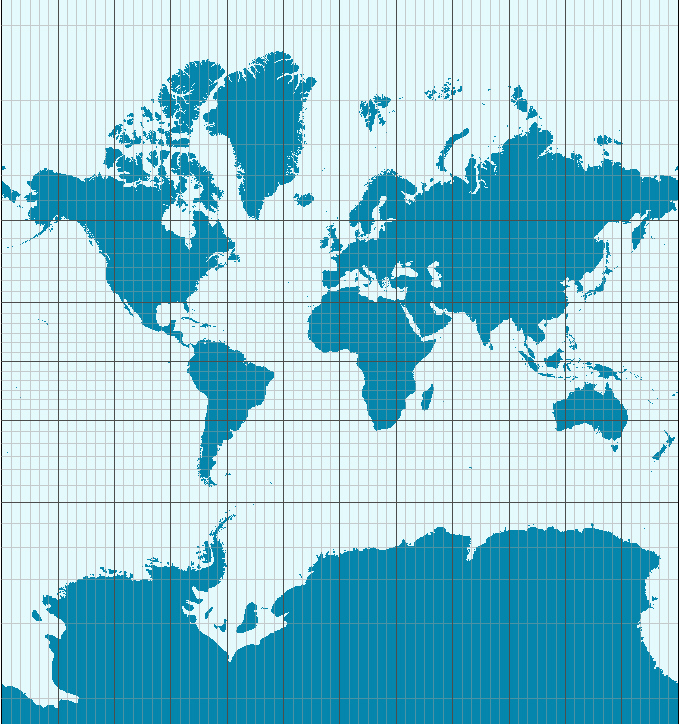
En världskarta som använder sig av Mercators projektion. Notera att Grönland ser ut att vara lika stort som Afrika, trots att Afrika är ca. 14 gånger större.

Världskartans form varierar starkt med valet av kartprojektion. Olika kartprojektioner har framställts för olika ändamål, som att representera yta, vinklar, eller avstånd korrekt. Några exempel på kartprojektioner inkluderar Mercators projektion, ekvirektangulär projektion, och stereografisk projektion. Cylindriska kartprojektioner, såsom Mercators och stereografisk, har ibland kritiserats eftersom de förvränger storleken på land nära polerna.

## Historik
Eftersom att kartlägga hela jordens yta kräver vetskapen om majoriteten av världens kontinenter, blev framställandet av fullständiga eller delvis fullständiga världskartor och jordglober inte möjligt förrän upptäckten av den nya världen under den europeiska renässansen. Vid 1700-talets mitt var majoriteten av all kust kartlagd, och mot 1900-talet var större delen av de kontinentala interiörerna kartlagda.
Nutida världskartor använder sig av bland annat satellitbilder, flygfoton, GIS och GPS för att framställa korrekta världskartor.
För världskartor före renässansen, se t-karta och mappa mundi.